# خوان خوسيه تراميوتولا
خوان خوسيه تراميوتولا (بالإسبانية: Juan José Tramutola) (21 أكتوبر 1902 - 30 نوفمبر 1968) مدرب كرة قدم أرجنتيني . يشار له بالفضل في قيادة منتخب الأرجنتين لتحقيق بطولة كأس أمريكا الجنوبية 1929 واحتلال المركز الثاني في بطولة كأس العالم لكرة القدم 1930 خلف المستضيف منتخب الأوروغواي . وكان تراميوتولا يدرب منتخب الأرجنتين برفقة فرانشيسكو أولازار حيث أن وظيفة تراميوتولا هي المدير التقني بينما أولازار المدرب . بمشاركة في بطولة كأس العالم فإنه مازال أصغر مدرب في تاريخ البطولة حيث شارك وعمره 27 سنة و267 يوم فقط عندما لعب منتخب الأرجنتين مباراته الأولى أمام منتخب فرنسا.
تولى تراميوتولا تدريب نادي بوكا جونيورز من يناير إلى يوليو 1938 وقادهم إلى احتلال المركز الخامس في بطولة الدوري. في سنة 1948 قام بتدريب نادي فيروكاريل أويستي الذي كان يومئذ يشارك في الدرجة الثانية.